# Höhenfeld

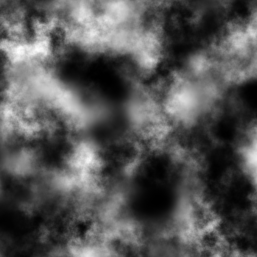
Eine Höhenkarte

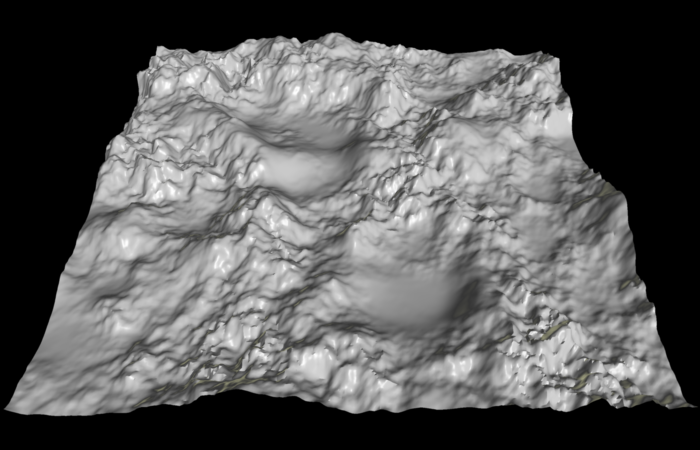
Dreidimensional gerendertes Bild dieser Höhenkarte

Höhenfelder bezeichnen in der Computergrafik zweidimensionale skalare Felder, die ein Höhenrelief beschreiben. Sie werden in der 3D-Computergrafik eingesetzt, 
- um Bump maps zu parametrisieren und dadurch eine nichtglatte Oberfläche zu imitieren,
- um Displacement maps zu parametrisieren und dadurch eine nichtglatte Oberfläche zu erzeugen, oder
- um ein  Terrain zu erzeugen, dessen Höheninformation aus der Karte gezogen und in ein 3D-Polygonnetz konvertiert wird.

So können z. B. die Höhenreliefs von Landschaften und anderen Oberflächen in Form eines Höhenfeld beschrieben werden.
Die Höheninformationen werden häufig in einem Graustufen- oder Farbbild-Format abgespeichert. Dies ermöglicht es beispielsweise, Höhenänderungen mit einer Grafiksoftware einfach vorzunehmen. Aufgrund der Vielzahl an Grafikformaten kann die Auflösung nach Bedarf gewählt werden (i. d. R. in 8-Bit-Schritten). Höhenfelder werden von Terrainrendering-Software oder Computerspielen eingesetzt. Eine konkurrierende Technik sind Voxel, die auch Überhänge darstellen können.

## Darstellung
Ein Höhenfeld kann mit einem unregelmäßigen Netz aus Punkten beziehungsweise Dreiecken in einer Höhenkarte (engl. heightmap) beschrieben werden.
Häufig wird es jedoch auch mit einem darüber gelegten (regelmäßigen) Raster von Abtastwerten beschrieben.
Dies kommt für Geländemodelle in der Geodäsie oder für z. B. Computergrafik-Anwendungen wie 3D-Computerspiele zum Einsatz, wo Reliefs in Abtastpunkten erfasst werden. Dadurch ist mit relativ wenig Speicheraufwand die Darstellung von realistischem Terrain möglich.

## Generierung
Algorithmen:
- Diamond-square Algorithmus

Software:
- Terragen – Terrainrenderer
- Picogen – Terrainrenderer und Höhenfeldeditor